# Ђорђе Туторић
Ђорђе Туторић (Суботица, 5. март 1983) је бивши српски фудбалер. Играо је на позицији одбрамбеног играча.

## Каријера
Прошао је омладинску школу београдске Црвене звезде, пошто су скаути приметили његов таленат док је наступао у млађим категоријама суботичког Спартака. Прва дестинација Ђорђа Туторића по изласку из млађих категорија било је Јединство из Уба, тада друголигаш а затим одлази у редове апатинске Младости. У овој екипи Туторић је показао да је сазрео и одмах по повратку у Звезду успео је да се избори за место у стартној постави. У лето 2008. године заједно са Ненадом Јестровићем и Душаном Анђелковићем прелази у редове турског Коџаелија, али је већ у новембру 2008. поново паковао кофере и вратио се у Београд јер је клуб престао да их исплаћује. Од јануара 2009. поново постаје члан Црвене звезде са којом је освојио две дупле круне, био на прагу Лиге шампиона, одиграо скоро 100 утакмица али само једна лоша партија - против Славије у Прагу била је довољна да заврши причу на Маракани, па је пред почетак зимских припрема као "прекобројан споразумно раскинуо уговор са Црвеном звездом. Две сезоне наступао је за мађарски Ференцварош, једно време носио је дрес Новог Пазара, после ког је играо за казахстански Атирау. Касније је наступао за грчки Ермионидас, који се такмичио у другој лиги Грчке.
За репрезентацију Србије је дебитовао на утакмици квалификација за Eвропско првенство 2008. године против Казахстана (1:0).

## Трофеји

### Црвена звезда
- Суперлига Србије (1) : 2006/07.
- Куп Србије (1) : 2006/07.